# Gerhard Anton Hermann Gramberg
Gerhard Anton Hermann Gramberg (* 18. September 1772 in Oldenburg; † 10. Mai 1816 in Oldenburg) war Jurist und Dichter in Oldenburg (Oldenburg).

## Leben
Er war der Sohn des Gerhard Anton Gramberg und der Margaretha Sophia geb. Jan(s)sen (1754–1829). Zunächst erhielt er Privatunterricht und besuchte anschließend das Alte Gymnasium in Oldenburg. In dieser Zeit war er mit Karl Ludwig von Woltmann befreundet. Bereits als Schüler versuchte er sich als Dichter. Er studierte nach dem Abschluss der Schule jedoch ab 1790 Rechtswissenschaften in Erlangen und Jena. Anschließend kehrte er nach Oldenburg zurück und war dort ab 1793 als Untergerichtsanwalt und ab 1796 als Obergerichtsanwalt tätig. Auf Anregung von Gerhard Anton von Halem, einem Freund seines Vaters, arbeitete er hier bis 1806 an einer Zusammenstellung des komplizierten oldenburgischen Partikularrechts mit. Unterbrochen wurde diese Tätigkeit durch die Ernennung zum Sekretär beim Kammerkollegium im Jahr 1799. Im Jahr 1808 kehrte er als Assessor am Landgericht Oldenburg in den Justizdienst zurück. Zwei Jahre später wurde er Assessor bei der Regierungskanzlei und beim Konsistorium. 
Während der französischen Besetzung Norddeutschlands wurde Gramberg im August 1811 als Rat an den Kaiserlichen Oberappellationsgerichthof Cour Impériale in Hamburg berufen. Dort arbeitete er wiederum mit Halem zusammen. Mit ihm begab er sich im Frühjahr 1813 nach der Einnahme Hamburgs durch russische Truppen in die Residenzstadt der oldenburgischen Exklave Fürstentum Lübeck Eutin. Er kehrte, als Hamburg kurzzeitig erneut in französische Hände fiel, vorübergehend dorthin zurück und kam dann nach der Vertreibung der Franzosen 1813 endgültig nach Oldenburg. Dort war er zunächst als Richter am Tribunal in Oldenburg tätig. Nach der Restauration der alten Verwaltungsstrukturen wurde er erneut Assessor bei der Justizkanzlei und beim Konsistorium. Kaum 44-jährig starb der unverheiratet gebliebene Gramberg in seiner Vaterstadt. 
Neben seiner beruflichen Tätigkeit entfaltete Gramberg zahlreiche Aktivitäten. Er war Mitglied der Oldenburger Freimaurerloge Zum goldenen Hirsch und der oldenburgischen Literarischen Gesellschaft, deren Mitbegründer sein Vater war. Er interessierte sich für Philosophie, Geschichte und Ästhetik, vor allem aber betätigte er sich schon früh literarisch, wobei er auch Verständnis für das Volkstümliche bewies. Als Lyriker hat er sich über seine Heimatregion hinaus einen Namen gemacht. Seine Gedichte und Erzählungen hat er in drei Bänden unter dem Titel „Kränze“ zwischen 1801 und 1805 veröffentlicht, die zehn von Wieland beeinflusste Verserzählungen und das Gedicht Tobias, Des Pfarrers Sohn von Cola in Hexametern sowie Blumen deutscher Dichter aus der ersten Hälfte des 17. Jahrhunderts enthalten. 1803 war er zusammen mit Casimir Ulrich Boehlendorff Herausgeber eines Poetischen Taschenbuches. Er hat 1808 eine Tragödie unter dem Titel Sophonisbe veröffentlicht und schrieb für Zeitschriften und Almanache. Gerhard Anton von Halem hat nach dem Tod Grambergs weitere Gedichte aus dem Nachlass herausgegeben. Einige seiner Werke wurden auch vertont.
Gramberg war weniger als Dichter aber vielmehr als Repräsentant der bürgerlichen Intelligenz um 1800 bedeutsam. 

## Werke (Auswahl)
- Kränze. 5 Bde. Oldenburg. 1801–1817.
- Poetisches Taschenbuch. Als Herausgeber mit C. U. Böhlendorff. Berlin. 1803.
- Etwas über Alarcos. Ein Trauerspiel von Friedrich Schlegel. Ein Versuch, die Leser zum Schmecken zu zwingen. Münster. 1803.
- Jetzt geltendes Oldenburgisches Particular-Recht in systematischem Auszuge Band 1, Oldenburg 1804
- Jetzt geltendes Oldenburgisches Particular-Recht in systematischem Auszuge Band 2, Oldenburg 1805
- Jetzt geltendes Oldenburgisches Particular-Recht in systematischem Auszuge Band 3,1, Oldenburg 1805
- Jetzt geltendes Oldenburgisches Particular-Recht in systematischem Auszuge Band 3,2, Oldenburg 1806
- Gedichte (Auszug)
- Sophonisbe. Tragödie in fünf Akten. Oldenburg. 1808.